# Niveau (audio)
Pour les articles homonymes, voir Niveau.
En technologie audio, le niveau est le rapport, exprimé en décibels (dB), entre deux puissances, dont l'une est celle qui se trouve au point de mesure, et l'autre une puissance de référence.

## Définition
- La puissance est la grandeur qui permet de relier le signal électrique avec le signal sonore qu'il décrit, et le niveau audio avec le niveau sonore. En effet, la sensation sonore dépend uniquement de la puissance de l'onde sonore dans chacune des fréquences que l'oreille sache distinguer.
- Le signal électrique dans les appareils audio est le plus souvent une tension. On considère alors la valeur efficace de la tension dans une fenêtre temporelle définie, c'est-à-dire la tension continue qui fournirait la même puissance que celle du signal si elle était appliquée à une résistance. On exprime le rapport de la valeur efficace du signal à celle de la référence en décibels. Le décibel étant défini comme le dixième du logarithme du rapport des puissances, on a ainsi une grandeur établie sur un rapport de puissances[2].
- La surveillance du niveau implique parfois de vérifier que l'amplitude des crêtes du signal ne dépassent pas les limites autorisées. Dans ce cas, le niveau de crête est l'amplitude[3],[4]. En toute rigueur, on devrait utiliser des pourcentages, puisque l'amplitude ne détermine pas à elle seule la puissance, et que les décibels en principe s'appliquent aux rapports de puissance ou de valeurs efficaces[3], mais dans la pratique, on exprime le plus souvent cette valeur en décibels.

## Pratique
En sonorisation, en enregistrement sonore, en radio, en télévision, on traite de l'information qui est d'abord sonore sous forme de pression acoustique, puis traitée sous forme de signal électrique, avant d'être de nouveau transformée en pression acoustique. Le signal électrique est une tension ou un courant électriques dont la grandeur peut varier d'un appareil à l'autre. Tout ce qui compte, d'un point de vue pratique, c'est son rapport avec la valeur nominale.
Les instruments de surveillance (monitoring) du niveau audio indiquent l'écart à la valeur nominale en décibels (dB).
La graduation logarithmique est commode parce qu'elle représente assez bien la perception humaine, une fois le signal retransformé en ondes sonores (voir Sonie). En outre, elle permet de faire des additions où il faudrait, avec les tensions, des multiplications, et de comparer des grandeurs très différentes.
| Indication de niveau | Rapport à la valeur nominale | Impression sonore                       |
| -------------------- | ---------------------------- | --------------------------------------- |
| +16 dB               | × 6,4                        |                                         |
| +10 dB               | × 3,2                        | deux fois plus fort (voir Sone)         |
| +6 dB                | × 2                          |                                         |
| +3 dB                | × 1,4                        |                                         |
| +2 dB                | × 1,25                       |                                         |
| +1 dB                | × 1,12                       | augmentation tout juste perceptible     |
| 0 dB                 | × 1                          | Tension ou pression acoustique nominale |
| −3 dB                | ÷ 1,4                        |                                         |
| −6 dB                | ÷ 2                          |                                         |
| −12 dB               | ÷ 4                          |                                         |
| −14 dB               | ÷ 5                          |                                         |
| −20 dB               | ÷ 10                         | quatre fois moins fort                  |
| −40 dB               | ÷ 100                        | seize fois moins fort                   |
| −60 dB               | ÷ 1000                       | à peine audible en général              |

Diverses institutions de radiodiffusion ont défini des normes pour les niveaux et la graduation des instruments de surveillance (monitoring) du niveau audio.

### Alignement des niveaux
La procédure d'alignement des niveaux montre tout l'intérêt de ne considérer que les rapports à la valeur nominale. Elle consiste à régler les gains d'entrée ou de sortie des appareils successifs de la chaîne audio (par exemple, une sortie de console et une entrée d'enregistreur) pour que leurs instruments affichent tous le niveau de référence.
Peu importe la valeur en volts ou la puissance dissipée entre les machines : une fois les niveaux alignés, on ne touche plus aux réglages intermédiaires, et on sait que si la modulation est correcte sur un des appareils, elle l'est sur tous.
1. Rentrer un signal de référence à 1 000 Hz dans la console ;
2. Régler les potentiomètres et tirettes pour que l'indicateur de sortie soit à 0 VU ;
3. Régler le potentiomètre d'entrée de l'enregistreur pour qu'il soit à −18 dBFS (niveau de référence normalisé en Europe[5], −20 dBFS en Amérique du Nord et pour le cinéma[6]).

Les niveaux de référence étant alignés, on dispose maintenant pour évaluer le signal d'un VU-mètre (sur la console) et d'un PPM (sur l'enregistreur).

### Signification des niveaux — ce qu'on surveille

Lectures du niveau en sur un PPM (trait fin) et sur un VU-mètre (trait épais) pour un même signal.
Temps en secondes, valeur efficace du signal (normalisé à -1.5 dB FS) en grisé.

Les afficheurs de niveau audio guident les opérateurs qui règlent le matériel et interviennent pour assurer en même temps deux objectifs :
1. Les appareils de traitement du signal ont une limite de niveau au-delà duquel la distorsion du signal sort des limites admissibles. Les opérateurs doivent veiller à ce que la valeur du signal ne dépasse pas les limites prescrites pour le matériel.
2. Les opérateurs doivent assurer un volume sonore subjectif (sonie) convenable et correspondant aux attentes des auditeurs.

L'importance relative de ces objectifs varie selon les cas. On peut en tous cas affirmer que bien qu'ils soient liés, ils ne sont pas semblables. Pour atteindre le premier, on doit considérer la valeur instantanée du signal le plus fort, alors que c'est une grandeur en rapport avec la valeur efficace qui donne le volume sonore (sonie, loudness). Il est facile de se rendre compte que ce sont deux choses bien différentes.
Les instruments de surveillance (monitoring) du niveau sont plutôt orientés vers l'une ou l'autre fonction.
- Le VU-mètre est orienté vers la sonie. Il donne une indication de la valeur efficace moyenne intégrée sur un quart de seconde environ. On en déduit les crêtes probables par habitude ou intuition, ou à l'oreille ; mais alors il est trop tard.
- Le PPM est orienté vers le niveau maximal. Il indique les crêtes de modulation, intégrées sur 5 ms[7]. On évalue la sonie à l'oreille.
- Les indicateurs de niveau maximal audio-numérique sont exclusivement destinés à la surveillance du niveau maximal.

Avec un signal variable, pendant l'exploitation, ces indicateurs peuvent donner des informations très différentes, alors même qu'ils sont parfaitement alignés.
Les appareils de surveillance du signal numérique développés progressivement à partir de 1980 combinent
- un indicateur crête vraie qui donne la meilleure idée possible du niveau maximal,
- un indicateur de sonie, dont il existe deux types.
  - CBS (en) (LK) qui donne une indication de la sonie instantanée (constante de temps identique à celle du VU-mètre ou SVI)[8].
  - UER (LU) Loudness Unit (Unité de Sonie)) qui donne une cotation de la sensation de volume sonore momentanée (sur 0,4 s), à court terme (4 s) et sur l'ensemble d'un programme ou des programmes d'une station, ainsi qu'une indication de Dynamique sonore[9].

Dans tous les cas, les opérateurs doivent régler les appareils au mieux pour un signal qui change tout le temps. Même quand il y a des répétitions, deux exécutions ne sont jamais exactement identiques. Pour que les surprises aient le moins de conséquences possible, il y a une différence entre le niveau nominal et le niveau maximal. Cet écart s'appelle la réserve ou réserve de modulation, en anglais headroom (hauteur sous plafond). On l'exprime en décibels. La réserve tend à se réduire au fur et à mesure que les indicateurs de niveau deviennent plus précis et que les opérateurs s'aident d'appareils de contrôle de dynamique, compresseurs et limiteurs.

## Calcul des décibels

### Conversion
Le décibel est un rapport de puissance. Pour comparer des watts, unité de puissance, on utilise la formule :
Pour retrouver des watts à partir de décibels
Ces formules sont valables pour un signal stable et constant.
La puissance est proportionnelle au carré de la tension. Élever au carré, c'est multiplier le logarithme par deux, donc on applique les formules :
Pour retrouver des volts à partir de décibels
Ces formules s'appliquent à la valeur efficace, c'est-à-dire à la valeur moyenne du carré de la grandeur.
Les valeurs indiquées dans le tableau ci-dessus suffisent pour toutes les conversions. Il suffit de se souvenir que multiplier les valeurs équivaut à ajouter les décibels, et diviser équivaut à soustraire les décibels.
- 33 dBu font 31 dBV (moins 2 dB)
- 31 = 20 + 6 + 6 -1
- 20 dB équivaut à × 10
- 6 dB équivaut à × 2
- 1 dB équivaut à × 1,12 (ou +12 %)

donc la valeur en volts est 10 × 2 × 2 ÷ 1.12 = 40 - 12 % = 35 et quelques qu'on arrondit par précaution à 36 V.
(Les décibels sont faits pour aller vite. Pas de chichis avec la division par 1,12 et au plus deux chiffres significatifs.)
On a lu cette valeur dans une documentation (aucun afficheur ne donne ce genre de valeur). On suppose donc qu'il s'agit d'un signal sinusoïdal. On a trouvé 36 V de valeur efficace, quel est l'amplitude?
L'amplitude d'un signal sinusoïdal est √2 fois la valeur efficace, donc l'amplitude est à peu près 1,4 × 36 = 50 V, ce qui signifie que le signal évolue entre +50 V et −50 V (si vous lisez que l'alimentation du circuit est ±48 V, ça ne peut pas se faire).
Admettons qu'il faille 2 V entre l'alimentation et la crête de la sinusoïde pour conserver un taux de distorsion correct.
- L'amplitude de la plus grande sinusoïde possible est de 23 V soit 10 × 2 × 1,15,
- la valeur efficace est égale à l'amplitude divisée par √2 (ce qui fait −3 dB),

donc la valeur de ce signal (sinusoïdal) maximal est 20 + 6 + 1 - 3 = 24 dBV = 26 dBu.
(Les décibels sont faits pour aller vite, donc × 1,15 c'est pareil que × 1,12 et c'est 1 dB)
Laissons tomber.
Un bruit rose a un facteur de crête de 4 (soit 12 dB), alors qu'une sinusoïde a un facteur de crête de √2 (3 dB) À moins que le bargraphe indique clairement la valeur qu'il indique (« true RMS » par exemple), on ne sait pas sur quelle valeur du signal il se base (maximum, crête, crête à crête, moyenne, valeur efficace).
Si on utilise des niveaux et non des tensions, c'est que c'est la seule chose qui compte pour l'exploitation des matériels audio. Si on conserve des marges (réserve de modulation, headroom), c'est parce qu'elles sont nécessaires pour la plupart des signaux, tandis que les sinusoïdes servent uniquement à aligner les systèmes.

### Niveaux de référence
Les manuels d'utilisateurs, parfois des inscriptions sur le matériel, indiquent le niveau de référence de l'indication en dB par quelques lettres après les lettres dB :
| Indication | Niveau de référence      | Remarques |
| ---------- | ------------------------ | --- |
| dBu        | 0,775 V                  | Mesuré sans charge |
| dBm        | 1 mW                     | Mesurés sur la charge normale d'une ligne téléphonique, 600 ohms, 0,775 V correspondent à une puissance de 1 mW (0,001 watt). Le dBm n'est plus utilisé en audio. |
| dBV        | 1 V                      | Mesuré sans charge. Pratiquement +2 dBu |
| dBFS       | Pleine échelle numérique | Full Scale. La grandeur maximale de l'échelle numérique. Toujours négatif                                                                                         |
| dBFSTP     | Pleine échelle numérique | Full Scale True Peak. Le véritable niveau de crête, y compris entre échantillons numériques, par rapport à la grandeur maximale de l'échelle numérique.           |
| LUFS       | Pleine échelle numérique | Loudness Unit Full Scale. La Sonie du programme, par rapport à celle donnée par une sinusoïde à 1 000 Hz à pleine échelle.                                        |

Pour plus de détails et de références, hors du contexte du signal électrique du matériel audio, voir Décibel.

### Niveaux nominaux des appareils
Les notices d'utilisation indiquent le niveau de sortie nominal du matériel analogique.
- Niveau nominal du matériel professionnel : 3,1 V efficaces pour un signal sinusoïdal (+12 dBu)[12] ;
- Niveau nominal des enregistreurs analogiques sur bande : en Europe 320 nWb/m (nano Weber par mètre)[13], aux États-Unis, 185 nWb/m[14] ;
- Niveau nominal, ligne asymétrique grand public : souvent −10 dBV.
- 0 VU avec signal stable : +4 dBu (la norme autorise une avance qui diminue ce niveau). Le 0 VU devrait être 8 dB en dessous du niveau nominal même si celui-ci est différent du niveau standard[15].

Tout l'intérêt du système des niveaux est qu'une fois qu'en préparation ou en maintenance on s'est assuré que les instruments indiquent bien la situation du signal par rapport à la normale (niveau nominal), on n'a plus à se préoccuper de savoir combien de volts, d'ampères, de watts, de pascals ou de webers.
Précision des instruments
Les instruments de contrôle des appareils audio ne sont pas des instruments de mesure. Ils donnent des indications pour l'exploitation optimale du matériel, mais ils ne sont prévus ni pour la mesure physique, ni pour la maintenance. L'alignement se fait avec des signaux sinusoïdaux, mais l'indicateur de niveau peut répercuter la valeur de crête, la valeur crête à crête (qui n'est pas la même quand le signal n'est pas symétrique), la valeur moyenne ou la valeur efficace, avec des constantes de temps variées.
Il est périlleux d'essayer de convertir les dB en volts ou en W sans étude soignée de la documentation.